# F.M. Wallem
Fredrik Meltzer Wallem (19. april 1837 i Bergen - 2. april 1922) var en norsk fiskeriinspektør og journalist, dattersøn af Fredrik Meltzer. 
Wallem for til søs 1853—60, tog derefter artium 1861 og blev 1866 cand. jur.. 1866—75 var han knyttet til redaktionen af "Bergensposten". Han repræsenterede forskellige norske institutioner ved verdensudstillingerne i Philadelphia (1876) og Paris (1878). Fra 1879, da "Selskabet til de norske Fiskeriers Fremme" stiftedes, var han dettes konsulent og repræsenterede samme på fiskeriudstillingerne i Berlin (1880) og London (1883). 1886—90 var han bosat i Kristiania, hvor han redigerede Christiania Intelligenssedler (1886—87) og Ny illustreret Tidende (1886—90). 1891—1906 var han statens inspektør for saltvandsfiskerierne. Foruden indberetninger fra de forskellige udstillinger har han udgivet et stort antal skrifter om fiskeriforhold og fiskeeksport samt Bergen og Bergenserne 1813—14 (1875).